# Kelusa
Kelusa is een bestuurslaag in het regentschap Gianyar van de provincie Bali, Indonesië. Kelusa telt 4408 inwoners (volkstelling 2010).